# Zero hidrogràfic

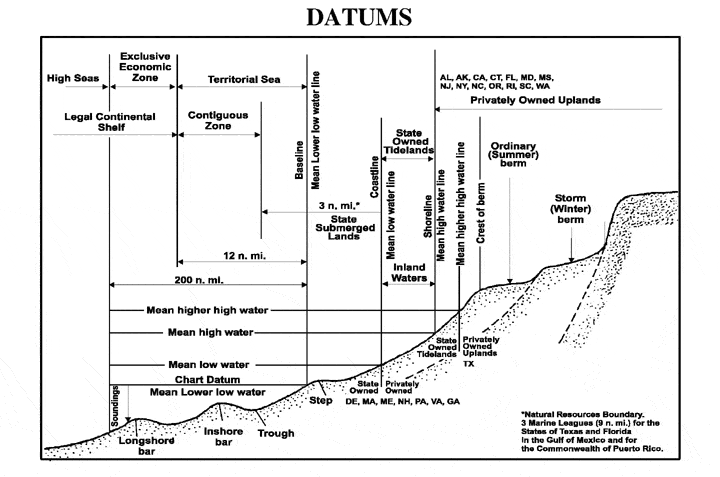
Ús nàutic de les dades de les marees

S'anomena zero hidrogràfic (o zero dels mapes) a la referència de nivell comuna per a les mesures de profunditat del mar (o plànol de referencia de les sondes) sobre una carta nàutica així com per les prediccions de marea dels anuaris de marees.
Sobre els mapes marins francesos, el zero hidrogràfic s'ha adoptat pròxim al nivell al que arriben teòricament les marees astronòmiques més baixes (marea de coeficient 120 - on marea astronòmica baixa extrema ; en anglès LAT : Lower Astronomical Tide). El nivell de les marees astronòmiques més baixes s'obté per càlcul a partir de les mesures dels mareòmetres. El nivell de la mar pot ser molt excepcionalment inferior (per exemple per situació anti-ciclònica amb el vent bufant des de terra en el moment dels coeficient de marea màxims). La tria del zero hidrogràfic proper a aquest nivell garanteix així pràcticament sempre al navegant una profunditat superior a la sonda indicada sobre el mapa.
Aquesta convenció és ara universalment adoptada. Però no ha estat sempre així. Fins fa un cert temps, sobre els mapes anglesos, el zero era proper a l'altura de baixa-mar de marea viva mitja (coeficient 95). La profunditat real podia doncs ésser, en període de marees vives inferior a aquella del mapa.

## Mitjana més baixa de les marees baixes
La National Oceanic and Atmospheric Administration dels Estats Units utilitza Mitjana més baixa de les marees baixes (en anglès : mean lower low water o MLLW), que és l'altura mitjana de la marea més baixa registrada en una estació de marea cada dia durant el període de registre (el National Tidal Datum Epoch - un període de 19 anys). MLLW és només un mitjà, per la qual cosa alguns nivells de marea poden ser negatius amb relació MLLW.
El zero dels mapes marins és diferent del zero dels mapes terrestres, que porta el nivell de referencia altituds. A França, els mapes de l'IGN tenen per referencia el nivell mig del Mediterrani mesurat pel mareòmetre de Marsella. A França, la diferència entra el zero dels mapes marins i el zero dels mapes terrestres es posa al dia periòdicament a l'obra RAM (Referències altimètriques marítimes) del Servei hidrogràfic i oceanogràfic de la marina.